# Illustrious Order of Kinabalu

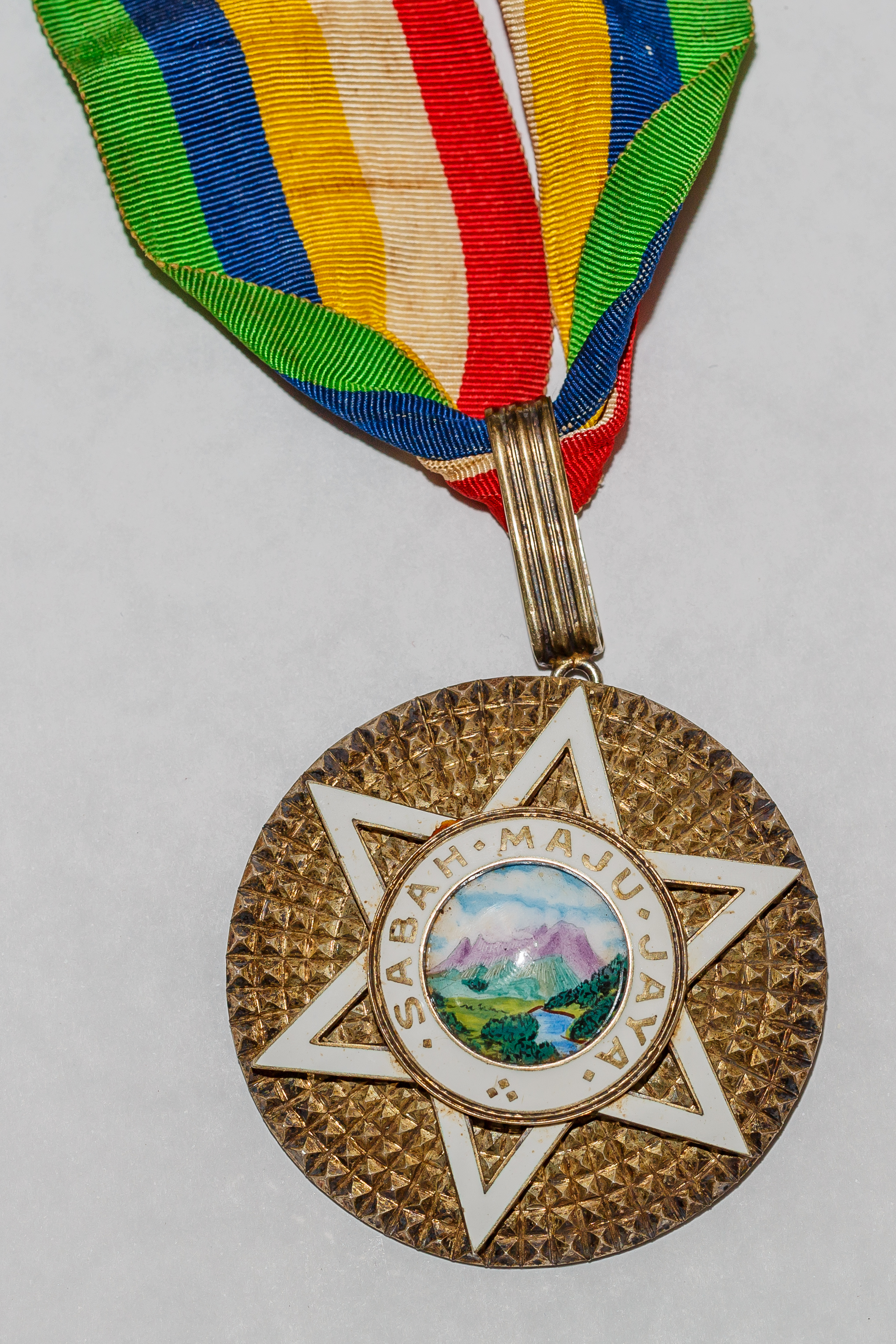
Ahli Darjah Kinabalu, der Vierte Grad der Auszeichnung

The Most Illustrious Order of Kinabalu, malaysisch Darjah Yang Amat Mulia Kinabalu (dts. „Der Erhabenste Orden von Kinabalu“), ist ein Verdienstorden des malaysischen Bundesstaats Sabah, der 1963 durch einen Parlamentsbeschluss geschaffen wurde und mit dem bis heute Personen ausgezeichnet werden, „die dem Staat anerkennenswerte Dienste erwiesen haben“.

## State Honours Enactment
Der der Gründung des Ordens zugrunde liegende Erlass – das State Honours Enactment von 1963 – behandelt alle Aspekte der Nominierung, Verleihung, dem Tragen von Medaillen, Aufstieg innerhalb des Ordens und Quotenregelungen.

## Verleihung
In den Orden können Personen berufen werden, „die dem Staat anerkennenswerte Dienste erwiesen haben“. Vorschläge für die Aufnahme in den Orden werden dem Yang di-Pertua Negeri Sabah vom Ministerpräsidenten angetragen; jede Berufung in den Orden erfolgt durch den Yang di-Pertua Negeri.
Bürger anderer Staaten können als Ehrenmitglieder in den Orden aufgenommen werden; so wurde zum Beispiel im Jahr 1998 dem Honourable Shane Leslie Stone AC PGDK QC, früherer Regierungschef des Northern Territory in Australien, die Ehrenmitgliedschaft in Form des zweiten Grades (Pangalima Gemilang Darjah Kinabalu) verliehen.
Der Yang di-Pertua Negeri kann auf Vorschlag des Ministerpräsidenten Ernennungen jedes Mitglieds, gleich welchen Grades zurückziehen.

## Motto des Ordens
Das Motto des Ordens ist Sabah Maju Jaya („Vorwärts, aufstrebendes Sabah“).

## Hierarchie
Der Yang di-Pertua Negeri Sabah (das zeremonielle Staatsoberhaupt von Sabah) ist der Patron des Ordens und gleichzeitig ein Mitglied des Ersten Grades. Der Kanzler des Ordens wird vom Yang di-Pertua Negeri aus den Reihen der Mitglieder Ersten Grades ausgewählt.
Der Orden ist in vier Grade aufgeteilt:

### Erster Grad – Sri Panglima Darjah Kinabalu (SPDK)
Der Erste Grad ist das Große Ritterkreuz (Knight Grand Cross of the Order of Kinabalu), dessen Träger die Anrede Datuk Seri Panglima zusteht und die diesen Titel ihrem Namen voranstellen dürfen. Deren Ehefrauen tragen den Titel Datin Seri Panglima. Der Erste Grad ist auf maximal 150 Träger beschränkt, Ehrenmitglieder ausgenommen. Titelträger dürfen außerdem die Abkürzung SPDK hinter ihrem Namen führen.

### Zweiter Grad – Panglima Gemilang Darjah Kinabalu (PGDK)
Der Zweite Grad ist der Großkomtur (Knight Commander of the Order of Kinabalu), dessen Träger die Anrede Datuk zusteht und die diesen Titel ihrem Namen voranstellen dürfen. Deren Ehefrauen tragen den Titel Datin. Der Zweite Grad ist auf maximal 950 Träger beschränkt, Ehrenmitglieder ausgenommen. Titelträger dürfen außerdem die Abkürzung PGDK hinter ihrem Namen führen.

### Dritter und Vierter Grad
Der Dritte Grad lautet Ahli Setia Darjah Kinabalu (ASDK), der Vierte Grad ist mit Ahli Darjah Kinabalu (ADK) betitelt. Die Auszeichnung mit diesen beiden Graden ist mit keinem Titel verbunden.

## Medaillen des Ordens
Unterhalb der vier Grade stehen die Medaillen des Ordens. Diese unterste Stufe der Auszeichnungen ist ebenfalls mit keinen Titel verbunden.
- Bintang Setia Kinabalu (BSK) Erste Klasse, wörtlich „Treue-Dienste-Stern“
- Bintang Kinabalu (BK) Zweite Klasse, wörtlich „Stern von Kinabalu“
- Certificate of Honour (CH), Ehrendiplom

Die Ernennung von Mitgliedern wie auch die Verleihung von Ehrenzeichen des Ordens wird im Ministerialblatt des Staates Sabah bekanntgegeben.